# Nowojehoriwka (obwód mikołajowski)
Nowojehoriwka (ukr. Новоєгорівка) – wieś na Ukrainie, w obwodzie mikołajowskim, w rejonie basztańskim. W 2001 liczyła 1454 mieszkańców, spośród których 1361 posługiwało się językiem ukraińskim, 88 rosyjskim, a 5 mołdawskim.